# Yi Guan Dao
Yi Guan Dao (chinesisch 一貫道 / 一贯道, Pinyin Yīguàn Dào, W.-G. I-Kuan Tao) ist eine chinesische Religionsgemeinschaft, die aus Festlandchina stammt, sich vor allem in Taiwan entwickelte und unter anderem in den USA, in Japan, Korea, Thailand, Malaysia, Kambodscha, in den Philippinen, in Österreich, Großbritannien, Frankreich, Spanien, Italien, Australien, Brasilien, Südafrika usw. vertreten ist. I Kuan Tao ist die in Taiwan gebräuchliche und von daher von der Gemeinschaft selbst verwendete Transkription nach Wade-Giles.
Yi bedeutet Eins, Guan bedeutet verbinden, und Dao, wörtlich „der Weg“, symbolisiert den Ursprung alles Seins. Yi Guan Dao ergibt also sinngemäß „Der Weg der Einheit“.

## Kosmologie/Lehre
Yi Guan Dao verbindet in einem für chinesisches Denken typischen Synkretismus Lehren des Daoismus, (Neo) Konfuzianismus und Buddhismus miteinander. Es versteht sich als direkte Herzenslehre in der Tradition des chinesischen Chan, die das natürliche Sein des Menschen anspricht. Auf wortreiche Erklärungen und Theorien wird daher nicht so viel Wert gelegt wie auf die Erfahrung des Dao im alltäglichen Leben. In der äußeren Erscheinung wurden auch einige wenige Formen des Christentums angenommen. Dies drückt vor allem den weltweiten, interkulturellen Anspruch der Gemeinschaft aus.
In seinem Selbstverständnis ist Yi Guan Dao keine Religion oder gar Sekte, sondern will weltweit allen interessierten ungeachtet des kulturellen Backgrounds das Dao, die Wahrheit hinter allen religiösen Ausdrucksformen, näherbringen.
Dao ist ein Schlüsselbegriff des chinesischen religiösen Lebens.
Im Daodejing Kap. 25 heißt es:
„Da ist Etwas, im Chaos, vollendet, bevor Himmel und Erde entstanden. Lautlos, leer, eigenständig, unwandelbar, überall wirkend, doch unerschöpflich. Als aller Welten Mutter kann es gelten. Seinen Namen weiß man nicht, als Bezeichnung dafür dient DAO.“
Grundsätzlich entspricht das Weltbild der traditionellen chinesischen Philosophie, besonders sei hier neben daoistischen Elementen der Neokonfuzianismus genannt. Daneben sprechen die Patriarchen und Meister auch von den drei Himmeln (Tian), dem absoluten, dem energetischen, dem formhaften, denen im Menschen das Dao Herz, das menschliche Herz, das organische Herz entsprechen. Das grundsätzliche Ziel des Weges ist das Aufgehen im Dao Herzen, das Erlangen des Absoluten.
Der 15. Patriarch, Wang Jueyi, schreibt in seinem Werk  „Erläuterung zur Großen Lehre“, erschienen im Band seiner gesammelten Werke „Vereinte Erklärung vom Prinzip und Zahlen“, über die Kosmologie wie folgt:

Vom Himmel (tian) stammt unser natürliches Wesen,   welches jeder Mensch besitzt. Daher: vom Himmel lernen!
Lernen bewirkt eine große Wandlung, bewirkt Weisheit, göttliches Dasein – dies kann erreicht werden.
Nicht lernen bewirkt Übermut und Verblendung, bewirkt gespenstisches, tierisches Dasein – auch dies kann erreicht werden.

Der Himmel ist unterteilt: in den absoluten, energetischen, formhaften Himmel.
So auch das natürliche Wesen: in das absolute, das energetische, das materielle Wesen.
So auch das Herz: in das Dao- , das menschliche-, in das Blut Herz.
Daher unterscheide: unreife, tugendübende, und weise Menschen.
So sind das Wissen, die Erkenntnisse, die Errungenschaften der Menschen verschieden.

Absoluter Himmel, absolutes Wesen, Dao Herz: der absolute Himmel ist das Wahre des Wuji.
Bevor Himmel und Erde war, war Wuji. Himmel und Erde vergehen, doch der absolute Himmel schafft sie immer neu.
Vor dem Körper war das absolute Wesen. Der Körper stirbt, aber das absolute Wesen wird bestehen.
Das Dao Herz wird uns vom absoluten Himmel zuteil.
Erhabene Tugend, das ist das höchste Gut.
Das menschliche Herz, unberechenbar und gefährlich, wird uns vom energetischen Himmel zuteil.
Das organische Herz wird uns vom formhaften Himmel zuteil.

Im Moment der Geburt – mit dem ersten Schrei tritt die Energie des Taiji ein.
Diese Energie wächst, und das Absolute wird klein. Das Kleine kann das Große nicht übertreffen: verfangen in der energetischen Anhaftung.
Das Bewusstsein öffnet sich allmählich: Essen schmeckt –  Formen gefallen, Kontakt mit Materie – anziehend
daher: materielle Bedürfnisse bedecken uns…
Absolutes, verdeckt durch Energie. Energie, verdeckt durch Materie. Materie, vermischt sich mit Materie.
Absolutes wandelt sich zu Energetischem – wandelt sich zu Materie.
Unwissende kennen nur Materie, verstehen Energie nicht.
Tugendübende verstehen Energie, gelangen nicht zum Absoluten.
Nicht zum Lernen kommen – das ist verfangen sein im Kleinen, blind sein für das Grosse.
Möchte man vom Kleinen zum Grossen – nur durch das Lernen… Lernen – durch das Dao doch wohl?

Das höchste Gut ist das absolute Sein.
Das absolute Sein ist der Geist des Nichtsehens/Nichthörens, der Himmel des Tonlosen/Geruchslosen, das Wesen des Nichtdenkens/Nichttuns (Wu Wei).

Formen vergehen, Energie hat ein Ende, nur Absolutes vergeht nicht, hat kein Ende.
Göttlich, weise, rund, allerreichend – leerer Geist: lebendig flexibel.
Ausgebreitet erfüllt er alle Himmelsrichtungen, eingerollt ist er nicht erfassbar.
Still und nichtbewegend kann er füllen und erreichen.
Der große Wandel, weise, göttlich, kann durch ihn erreicht werden.
Das Tor zum Tugendhaften, der Bereich des Weisen
ist durch  ihn zu erklimmen.

Die Buddhalehre, sie vermittelt die wahre Leerheit.
Die Daolehre, sie vermittelt das wunderbare Sein.
Der Konfuzianismus, er reinigt Formen und Töne, um die Leute zu verwandeln,
bis hin zum tonlosen, geruchslosen, fern von Formen.
Vollkommen ohne ton und geruch, fern von Energie,
fern von Formen und Energie – Erlangen des absoluten Seins des Wuji.

Absolutes Sein des Wuji: ist die wahre Leerheit der Buddhalehre, ist das wundersame Sein der Daolehre.
Erlangt man wieder das absolute Sein, kehrt man zum absoluten Himmel des Wuji zurück.
Zum Ursprung zurückgekehrt, wieder neu beginnend, fern den Katastrophen.
Katastrophen, sie vernichten nur Materie, können formloses, absolutes Sein, können Göttliches nicht vernichten.
Den Himmel öffnen und schliessen: der dies vermag, ist der ewig wahre Herrscher. Die dies tun sind die Weisen der drei Bereiche.

## Geschichte
Die Ursprünge von Yi Guan Dao liegen in der etwa 5000 Jahre alten Kultur des chinesischen Altertums und sind historisch nicht wirklich greifbar. Im 17. Jahrhundert traten der 9. Patriarch Huang und der Name „Xian Tian Tao“ (Der Urhimmlische Weg) ans Licht. Der 15. Patriarch Wang schaffte die strenge innere Übung ab, erklärte die Umsetzung der konfuzianischen Werte im weltlichen Leben zur Hauptpraxis und betonte, dass die drei Lehren den gleichen Ursprung und das gleiche Ziel haben. Der 16. Patriarch Liu führte den Namen Yi Guan Dao ein. Unter dem 17. Patriarchen Lu begann die sogenannte Phase des „Weißen Yang“, in welcher die Lehre an einfache Menschen aus dem Volk vermittelt wurde. Das 18. Patriarchat wurde mit der Großmeisterin Sun zum ersten Mal in der chinesischen Geschichte zum Matriarchat, indem sie es zusammen mit dem Großmeister Zhang ausübte.
In diese Zeit fällt eine rasante Expansion, und als 1947 der Großmeister Zhang starb, war Yi Guan Dao in ganz China vertreten. Die Wirren des chinesischen Bürgerkriegs und die Gründung der Volksrepublik China brachten diese Entwicklung zu einem abrupten Ende, Yi Guan Dao wurde als konterrevolutionär und feudalistisch verfolgt. Das Zentrum der Gemeinschaft verlagerte sich damit nach Taiwan, obwohl sie auch von der Kuomingtang, hier wiederum als zu kommunistenfreundlich und daher politisch unzuverlässig, unterdrückt wurde. Mit dem wirtschaftlichen Aufschwung und der Liberalisierung Taiwans besserte sich die Lage, und 1986 wurde Yi Guan Dao offiziell anerkannt. Inzwischen ist es eine etablierte Religionsgemeinschaft in Taiwan und weltweit in mehr als 80 Nationen vertreten. 1996 wurde der Yi Guan Dao Weltverband in Los Angeles gegründet.

## Praxis
Die Drei Schätze Herzenslehre (sanbao xinfa 三宝心法)
Ein wichtiger Teil der Praxis ist die Übung mit den Drei Schätzen. Sie werden in einer feierlichen Zeremonie, der Einführung ins Dao, vom Meister an den Schüler übermittelt und bestehen aus:
1.	Dem geheimen Portal
2.	Dem stillen Mantra
3.	Dem Mudra der Einheit
Die Drei-Schätze-Methode dient der meditativen Versenkung und Herzensschulung in der Tradition des Chan, besonders des 6. Patriarchen Huineng. Sie sollten nicht nur in der formalen Sitzmeditation, sondern auch in alltäglichen Situationen genutzt werden um innere Ruhe und Klarheit zu gewinnen.
Die konfuzianische Herzenskultivierung
Ganz im Sinne der konfuzianischen Lehre besteht die Aufgabe in der Wandlung des Herzens. Diese vollzieht sich im sozialen Umgang; eine wichtige theoretische Rolle spielen bei Yi Guan Dao hierbei die konfuzianischen Klassiker  „Die Große Lehre“* und „Mitte und Maß“*; zusammengefasst kann es so ausgedrückt werden, dass es vorzüglich um die Korrektur der schlechten Launen und der üblen Charakterzüge geht.
Ein konfuzianischer Leitsatz bringt es so auf den Punkt:
„Innerlich zum Heiligen, äußerlich zum König. (neisheng waiwang内圣外王)“

## Leitsätze der Gemeinschaft
Die Grundsätze des Dao (dao zhi zongzhi 道之宗旨) sind:
⚫Himmel und Erde ehren, die Gottheiten würdigen
⚫Das Land lieben, Loyalität üben
⚫Moral pflegen, Sitte beachten
⚫Eltern ehren, Lehrende respektieren
⚫Zu Freunden verlässlich, zu Nachbarn friedlich sein
⚫Üble Gewohnheiten/Charakterzüge korrigieren, sich dem Guten zuwenden
⚫Die „5 menschlichen Elementarbeziehungen“ und die „8 Tugenden“ erklären, die tiefe Botschaft der „Weisen der 5 Religionen“ erläutern
⚫Die antiken Sitten auf Basis der „4 moralischen Dimensionen“, die Grundregeln der Gesellschaftsordnung, die kardinalen Tugenden befolgen
⚫Den Geist reinigen, unreine Gedanken loslassen
⚫Nutze das Unwahre um das Wahre zu kultivieren
⚫Zur eigenen Natur zurückkehren, natürliche Weisheit vollenden
⚫Sich selbst vervollkommnen, um andere zur Vervollkommnung zu bringen
⚫Reinheit und Frieden anstreben, die Herzen der Menschen auftauen, an der „Welt der großen Harmonie“ mitbauen
Dieses Ideal wird in dem Text „Die Wandlung der Sitte zur Welt der großen Harmonie“ (liyun datong pian礼运大同篇) vom Buch der Riten so beschrieben:
„Ist das große Dao im Gange, herrscht in der Welt Gemeinnützigkeit. Tüchtige und Fähige werden gewählt, um Wahrheit und Eintracht zu erlangen. Die Menschen kümmern sich nicht mehr nur alleine um ihre Angehörigen. Alte sehen ihrem Ende in Ruhe entgegen, Tatkräftige haben ihre Aufgabenfelder, Kinder erhalten ihre Erziehung. Für die Bedürftigen ist gesorgt. Mann und Frau leben ihre gesellschaftliche Rolle. Mit materiellen Gütern wird ein achtsamer Umgang gepflegt. Eigene Kräfte und Fähigkeiten lässt der einzelne nicht ungenutzt vergeuden, ohne aber den eigenen Vorteil anzustreben. Mit Listen und Ränken hat es ein Ende, da Sie niemand mehr nötig hat. Diebe, Räuber, Mörder, Unruhestifter gibt es daher keine mehr. Keiner schließt dann mehr beim Ausgehen die Türen ab – so ist die Welt der großen Harmonie.“
Die Fünfzehn Leitsätze (fogui shiwu tiao 佛规十五条) lauten:
1.	Ehre Heilige und Buddhas
2.	Folge Oberen, fördere Untere
3.	Sei fastend gesetzt, mittig aufrichtig
4.	Befolge Regeln und Vorschriften
5.	Sei selbständig und trage Verantwortung
6.	Nimm das Heilige wichtiger als das Weltliche
7.	Sei demütig, respektvoll, freundlich
8.	Nimm die Worte der Heiligen ernst
9.	Hafte nicht an Formen und Äußerlichkeiten
10.	Bring Aufgaben und Formalitäten sauber zu Ende
11.	Sich bei Verantwortlichen an- und abmelden
12.	Schätze Struktur, pflege Ordnung
13.	Gehe mit öffentlichem Eigentum pfleglich um
14.	Gehe die Dinge lebendig und flexibel an
15.	Sei achtsam beim Reden und Handeln
Die Anweisung des Großmeisters (shizun xunyu 师尊训语):
„Wir haben hohe Ideale, wir haben Weitblick. Wir messen uns nicht an anderen, wir streben nicht nach Sieg. Wir beschweren uns nicht, wir harmonisieren miteinander. Wir sind die Brücke zwischen dem Ozean des Leidens und dem Paradies. Wir lassen die Menschen über uns trampeln, ertragen ihre Verleumdungen - dennoch sind wir voller Zuversicht und von unerschütterlicher Gesinnung. Denn wir opfern uns nicht umsonst, wir kommen nicht unnütz auf die Welt. Wir werden nicht entmutigt, obwohl an jedem von uns die Bestimmung von abertausenden Seelen hängt: wir müssen gemeinsam einen breiten Weg bahnen, damit Abertausende gewiss emporsteigen – damit Abertausende sich im Glanz der Güte baden, - damit Abertausende die himmlische Segnung genießen, - damit Abertausende dem Ozean des Leidens entgehen können und selbst die Ahnen und Nachfahren am himmlischen Glanz teilhaben.“

## Klassiker
In besonderem Maße relevant für Yi Guan Dao sind folgende Klassiker aus den drei großen chinesischen Traditionen:
-	Die Gespräche des Konfuzius
-	Mitte und Maß
-	Das Große Lernen
-	Yijing
-	Daodejing
-	Qingjing jing
-	Herz-Sutra
-	Diamant-Sutra
-	Plattform-Sutra des 6. Patriarchen Huineng

## Zitate der Meister
„Seit der Mensch seinen Körper bewohnt, entfalten sich seine Begierden. Diese repräsentieren die Yin Energie. Sein himmlisches Wesen ist das schöpferische reine ursprüngliche Yang. Man kehrt das Licht zur Selbstbetrachtung um, um mit dem wahren Yang das egoistische Selbst zu verwandeln. Im Inneren die Yin Energie zähmen, im äußeren die ungezügelten Handlungen zügeln. Dadurch ein Gleichgewicht schaffen und so durch beständige Übung die große Mitte und Harmonie erlangen.“
„Der Mensch im weltlichen Dasein hat viele Gedanken. Nach außen gerichtet schwimmt man mit dem Strom Richtung Geisterreich. Inwendig gegen den Strom gerichtet erlangt man die Weisheit, das Dao. Dem Dao Praktizierenden ist geraten, Sinne und Gedanken zurückzuziehen und sich geistig zu sammeln: dies ist die Rückkehr des Lichtes zur Selbstbetrachtung. Dies bei jeder Gelegenheit zu üben, also Ich und Welt gleichermaßen zu vergessen, stabile geistige Sammlung aufrechtzuerhalten - dies ist die Methode zum Beenden des Leidens, zum Erlangen der Glückseligkeit.“
„Das Universum ist ein großer Himmel, der Mensch ein kleiner Himmel, anders gesagt ist der Mensch ein kleines Universum. Universum wie Mensch bestehen aus der absoluten, energetischen und formhaften Sphäre. Der Körper ist formhaft, Atmung und fliessendes Qi ist energetisch, das Wesen, das den Körper beherrscht,  ist das absolute Sein. Das Formhafte des Menschen ist das Formhafte des Universums, das Energetische, das Absolute des Menschen ist das Energetische, das Absolute des Universums. Nimmt die energetische Sphäre anstelle der Absoluten überhand, so verliert alles seine Mitte und Harmonie: Jahreszeiten und Klima geraten in Unordnung, das menschliche Herz und die Gesellschaft verändern sich zum Schlechten, Gefahren und Katastrophen nehmen zu. Geschieht das im Menschen, verliert er die Wahrheit aus den Augen und strebt nach Täuschungen, haftet an Begierden und versinkt in Samsara.“
```
                          Der Großmeister Zhang Tianran, der 18. Patriarch, in den „Fragen zum Dao“
```

Das hellste Licht auf der Welt ist jenes, welches unser Heiliger Meister in unserem Herzen angezündet hat.
Um das Dao zu kultivieren, müssen wir das Herz zum wunderschönen Sinn des höchsten Gutes zurückführen und es dort bewahren.
Last am Herzen ist Verblendung, denn wir können sie nicht loslassen. So wie der Urgroßmeister gesagt hat: „Wie gelassen ist es wohl, den Stoffsack abgelegt zu haben!“
Bei der Dao-Praxis trainieren wir unsere Herzen durch die Umstände. Je mehr wir solche Trainings auf uns nehmen, wird es desto mehr möglich, in den abertausenden an Leben Errungenschaften zu erlangen.
Das Dao ist geschmacklos wie das Wasser, aber nichts im Universum kann ohne ihn existieren.
```
                          Worte des Seniormeisters Gao Binkai von der Andong Gruppe
```